# Sorbetes
Sorbetes là loại kem truyền thống có nguồn gốc từ Philippines và có đặc điểm độc đáo là sử dụng nước cốt dừa hoặc sữa carabao. Thường được gọi một cách dân dã là "kem bẩn", trông có hơi khác biệt so với loại kem tương tự là sorbet. Theo truyền thống Philippines thì loại kem này được những người bán hàng rong gọi là "sorbeteros" bày bán trong những chiếc xe đẩy bằng gỗ đầy màu sắc. Món này có nhiều hương vị khác nhau (thường được nhuộm bằng màu sáng) đựng trong vỏ ốc quế nhỏ hoặc dạng bánh kẹp và gần đây hơn là loại kem sandwich kẹp bằng loại bánh mì pandesal.